# Oveja Negra (banda argentina)
Oveja Negra fue una banda de rock y folk fundada en 1982 por los músicos Aníbal Forcada, Osqui Amante y Willie Campins.

## Miembros
- Aníbal Forcada: guitarra y voz.
- Oscar Osqui Amante (21 de julio de 1949 - 6 de marzo de 2014): guitarra y voz.
- Willie Campins: bajo y voz.
- Gringui Herrera: guitarra (en vivo).
- Fernando Marrone: batería (en vivo).[2]

## Historia
La banda Oveja Negra formó parte de una oleada de nuevos grupos que surgieron con el retorno a la democracia ―tras la última dictadura cívico-militar (1976-1983)―. Los tres músicos poseían una carrera previa.
En vivo, el trío agregaba a Gringui Herrera (en guitarra eléctrica) y Fernando Marrone (en batería).
Comenzaron actuando en 1982 el circuito de pubs de Buenos Aires y alrededores. A principios de 1983 se presentaron en el Festival de La Falda.
En ese año los músicos que habían hecho música folk acústica ―como León Gieco, Nito Mestre y Los Desconocidos de Siempre, Pastoral, Miguel Cantilo o Gustavo Santaolalla― estaban tratando de virar hacia el new wave o hacia un rock más pesado.
Durante el invierno de 1983 grabaron su primer álbum, Orsai, que fue presentado en el estadio Obras Sanitarias el 3 de septiembre de 1983.
Realizaron una gira por Australia con la banda de León Gieco.
En esa época, Daniel Grinbank fue su productor.
En 1984, además de múltiples actuaciones en escenarios de todo el país, tocaron como grupo soporte de Nito Mestre en el estadio Vélez Sársfield.
En noviembre de 1984 participaron del espectáculo Por Qué Cantamos, junto a Celeste Carballo, Nito Mestre y Juan Carlos Baglietto.
Realizaron una gira nacional con estos músicos, que culminó en un concierto con tres funciones en el Teatro Coliseo (de Buenos Aires), que se grabó en vivo y se editó como álbum doble a fines de 1984.
A comienzos de 1985, por inconvenientes contractuales con su productor y ante la imposibilidad de grabar un nuevo disco, la banda se disolvió.
Cada músico continuó su carrera musical independiente.
En 1990 fueron invitados por Mercedes Sosa a participar en un importante concierto con tres funciones en el teatro Gran Rex (de Buenos Aires). Esas funciones fueron grabadas, y generaron el álbum en vivo De mí, que cuenta con las voces de los tres Oveja Negra en tres canciones.
En 2008, los mismos tres músicos empezaron a reunirse con la idea de volver a hacer música juntos por el simple placer que significa tocar.
De a poco empezaron a surgir nuevos temas y comenzaron a grabarlos con el aporte de numerosos músicos invitados, entre los cuales figuran sus propios hijos:
- Tomás Amante: guitarra eléctrica y voz[1]
- Lucía Campins: coros
- Manuel Campins: guitarra eléctrica y acústica
- Julián Forcada ―hijo de Aníbal Forcada (quien trabaja como bajista de León Gieco)―[1] bajo eléctrico y voz
- Ana Quatraro: coros
- Uriel Tordó: batería y percusión.[4]

Grabaron esos temas nuevos en el álbum Mientras vamos viajando, que fue presentado en vivo el 1 de diciembre de 2011 en el teatro ND Ateneo (de Buenos Aires).

Tocar con nuestros hijos fue una de las mejores decisiones que tomamos, porque si hubiéramos llamado sesionistas para grabar, gente de nuestra edad, habría sido menos venal. Los pibes les dan a los temas una energía que no hubieran tenido con tipos que tocan perfecto. Te das vuelta y están ellos mirándote; se arma un ida y vuelta bárbaro y no te dejan pasar una. Es una mezcla perfecta entre experiencia y frescura.
Aníbal Forcada

Tocaron León Gieco, Kubero Díaz, Luis Gurevich (pianista de Gieco) y Marcelo García.
El 6 de marzo de 2014 falleció de un cáncer de páncreas el guitarrista y cantante Osqui Amante.
En enero de 2014, la historia de la banda se pudo apreciar en el festival Cosquín Rock gracias a la proyección del documental Blues de los plomos, dirigido por Paulo Soria y Gabriel Patrono.

## Discografía
- 1983: Orsai.
- 1984: Por Qué Cantamos (En vivo con Celeste Carballo, Nito Mestre y Juan Carlos Baglietto).
- 2011: Mientras vamos viajando.[7]